# Comuna Kloštar Ivanić, Zagreb
Kloštar Ivanić este o comună în cantonul Zagreb, Croația, având o populație de 6.091 de locuitori (2011).

## Demografie
Componența etnică a comunei Kloštar Ivanić
     Croați (97,24%)
     Necunoscut (0,03%)
     Neclasificat (2,61%)
Componența confesională a comunei Kloštar Ivanić
     Catolici (95,39%)
     Fără religie și atei (1,3%)
     Musulmani (1,03%)
     Necunoscută (0,82%)
     Alte religii (1,46%)
Conform recensământului din 2011, comuna Kloštar Ivanić avea 6.091 de locuitori. Din punct de vedere etnic, majoritatea locuitorilor (97,24%) erau croați. Apartenența etnică nu este cunoscută în cazul a 0,03% din locuitori. Din punct de vedere confesional, majoritatea locuitorilor (95,39%) erau catolici, existând și minorități de persoane fără religie și atei (1,3%) și musulmani (1,03%). Pentru 0,82% din locuitori nu este cunoscută apartenența confesională.